# Anastasia Tikhonova
Anastasia Tikhonova, née le 21 janvier 2001, en Russie, est une joueuse russe de tennis.

## Carrière professionnelle
Anastasia Tikhonova commence sa carrière sur le circuit ITF en 2018. Elle a remporté, à ce jour, 4 titres en simple et 10 en double.
Elle débute sur le circuit WTA en double en 2019 lors du tournoi de Jurmala et en simple en 2022 au tournoi de Bois-le-Duc.
Le 29 octobre 2023, elle remporte en double avec sa compatriote Kamilla Rakhimova le tournoi WTA 125 de Tampico.

## Palmarès

### Titre en double en WTA 125
| No | Date       | Nom et lieu du tournoi  | Catégorie | Dotation  | Surface    | Partenaire        | Finalistes                        | Score     |          |
| -- | ---------- | ----------------------- | --------- | --------- | ---------- | ----------------- | --------------------------------- | --------- | -------- |
| 1  | 23-10-2023 | Abierto Tampico Tampico | WTA 125   | 115 000 $ | Dur (ext.) | Kamilla Rakhimova | Sabrina Santamaria Heather Watson | 7-65, 6-2 | Parcours |

## Parcours en Grand Chelem

### En simple dames
| Année | Open d'Australie | Open d'Australie | Internationaux de France | Internationaux de France | Wimbledon | Wimbledon           | US Open | US Open         |
| ----- | ---------------- | ---------------- | ------------------------ | ------------------------ | --------- | ------------------- | ------- | --------------- |
| 2022  | —                | —                | Q1                       | Verónica Cepede Royg     | —         | —                   | Q1      | Whitney Osuigwe |
| 2023  | Q3               | Diana Shnaider   | —                        | —                        | —         | —                   | —       | —               |
| 2024  | Q1               | Jule Niemeier    | Q2                       | Dalma Gálfi              | Q2        | Yulia Starodubtseva | Q1      | Mai Hontama     |

N.B. : à droite du résultat se trouve le nom de l'ultime adversaire.

## Classements WTA en fin de saison
| Année          | 2018 | 2019 | 2020 | 2021 | 2022 | 2023 | 2024 |
| Rang en simple | –    | 688  | 695  | 253  | 227  | 222  | 187  |
| Rang en double | 503  | 955  | 683  | 285  | 196  | 111  | 129  |

Source : (en) Classements de Anastasia Tikhonova sur le site officiel de la Fédération internationale de tennis